# 万楼
万楼（ばんろう）は、中華人民共和国湖南省湘潭市雨湖区万楼街道にある楼閣。

## 沿革
明の万暦43年（1615年）、湘潭県令の包鴻逵は万楼を建造することを主宰して、李騰芳は命名して、「万、乃数之大者、邑従此而大」。李騰芳は1615年に「万楼記」で湘潭の「邑之形如展幅綃、上下両齣如左右手。上出者、巨石百餘尺、潺潺江波間；下出者、頽然而已。頽然者、正水之所去也、邑人以為弗善也。或是之以告於令包侯、謀築石為台、塹沙截波、覆之以楼。」崇禎17年（1644年）、清兵は湖南に侵入し、万楼は戦火に焼かれました。
清の康熙5年（1666年）、知県の鄭有成は第二次再建を主宰し、旧暦三月に起工し、五月末に完成した。郭金台の『重修万楼記』に云く：「天下山川名勝無不假楼台亭榭儷綴而成。潭之南有錦湾、石塔、晋陶公、唐褚公山亭刹宇瀠回映帯。視北郭下水出処即平流断岸、無臂枝護捍、旧志所訝頽然者是已。歳丙午、邑侯鄭、理絲休暇、率潭人士披榛夷道、登斯台而有感也、慨然謀所以新之。」
康熙10年（1701年）、知県の章文煜は三回目の再建万楼を主宰しています。康熙の『湘潭県志』の中で張璨の『重修万楼疏』は万楼の3が30年余り修理した後の雍正10年（1732年）を修理して万楼の編纂した募金の告文です。万楼は「文起楼」と改名し、尊文を重教する意味がある。
光緒の『湘潭県志衛際可伝』によると、万楼の第4回の再建は乾隆32年（1767年）、知県の朱鑑昌が主宰した。
嘉慶6年（1801年）、張少洲は「重修万楼碑記」と書いています。これは五回目の復興万楼で、時間は嘉慶2年（1797年）秋、知県の李華黼が主宰して、傑霊台が壊れた台基を修復した。その後、衛際可などの知県リレーは4年間かかり、1801年に竣工した。
1944年、万楼は老朽化のために破壊されました。1959年、万楼の付属建築の観音閣が火災して燃やされて、ただ「傑霊台」の台基だけが残ります。2009年、湘潭地産集団経営有限公司は第6回の再建を開始し、2017年に竣工した。

## 建築物
万楼の総高さは63.48メートルで、本館は52.58メートルで、内の9階、外の5階の構造は、「九五至尊（皇帝）」を意味しています。

### 付属建築
- 鴻逵広場は、万楼の後ろにある広場の名前が「鴻逵広場」です。万楼の最初の建設者である湘潭県令の包鴻逵を記念するためです。
- 南軒苑。清の郭金台の「重修万楼記」の中で「南軒」と言及して、南軒は北宋の張栻です。
- 修文苑は1801年、5回目の万楼再建の時、万楼左側に修文苑を建した。その目的は文化の雰囲気を作り、湖湘文化を発揚することです。